# سولفي سايمو
سولفي سايمو (Sylvi Saimo؛ يآكيما، 12 نوفمبر 1914 - 12 مارس 2004) متسابقة تجذيف فنلندية نافست في أواخر الأربعينات وأوائل الخمسينات. شاركت في دورتين للألعاب الأولمبية الصيفية وحازت القلادة الذهبية في سباق 1.500 م في ألمبياد هلسنكي عام 1952. فكان بذلك أول امرأة الفنلندية تحرز القلادة الذهبية في الألعاب الأولمبية الصيفية، ومرت 44 عاماً حتى أحرزت هلي رانتانن القلادة النسائية الذهبية الثانية في مسابقة رمي الرمح في ألمبياد عام 1996.
كما أحرزت سايمو قلادتين ذهبيتين في عام 1950 التصنيف الدولي الزورق بطولة العالم للعدو في كوبنهاغن، وحصلت عليها في الروضة 1 500 م وكاف 2-500 م الأحداث

## وصلات خارجية
- سولفي سايمو على موقع اللجنة الأولمبية الدولية (الإنجليزية)
- سولفي سايمو على موقع أوليمبيديا (الإنجليزية)